# ポール・アンビーユ
ポール・アンビーユ（Paul Ambille,1930年 - 2010年7月3日）は南フランス出身の画家。フランス美術界を代表する画家であり、カシニョール、ビュッフェ、アイズピリなどと肩を並べる画家のひとりである。

## 経歴
南フランス・ベジェに生まれる。パリ国立高等美術学校に入学。1955年、ローマ大賞を受賞。1957年にはサン・ビトー賞を受賞。
サロン・ドートンヌ会員、ル・サロン会長、テーラー財団会長などを歴任した。
2010年、フランス・クレモンの病院にて死去。遺体は遺言通り、彼が愛したアレットのアトリエへ運ばれた後埋葬された。

## 人物
- ポーレットという名の姉がいる[3]。
- 日本人好きであった[3]。
- 彼の名が冠された「日仏世界展ポールアンビーユ賞」もあり、永名二委らが受賞している。
- 画家の岡本礼子は彼に師事していた[5]。